# Silla Brno

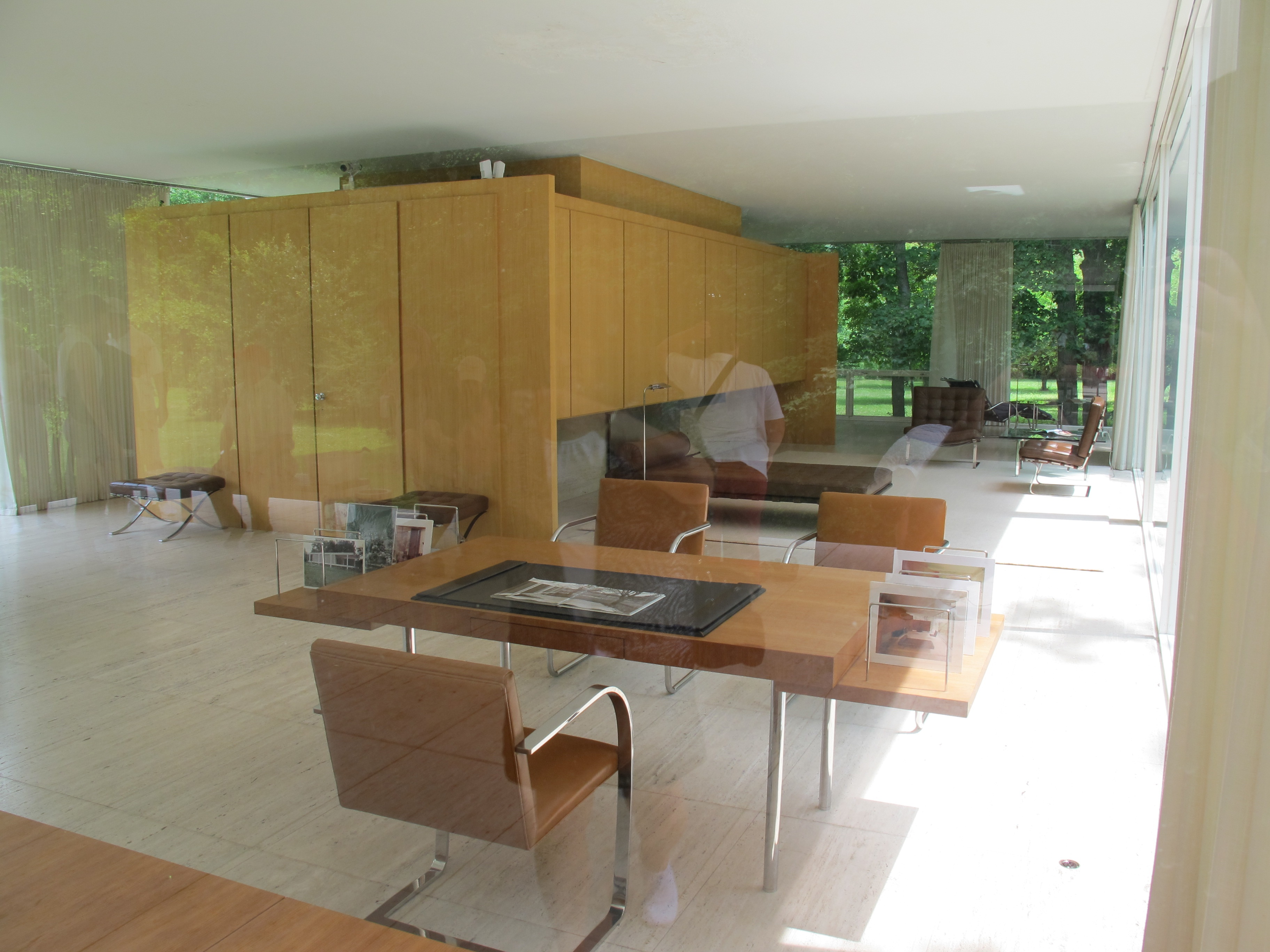
Sillas Brno en la Casa Farnsworth

La silla de Brno (número del modelo MR50) es una silla diseñada por Lilly Reich y Ludwig Mies van der Rohe en 1929-1930 para el dormitorio de la Villa Tugendhat en Brno, República Checa.

## Historia
El diseño estuvo basado en las sillas similares que crearon Mies van der Rohe y Lilly Reich, como la silla MR20 con asiento de mimbre en 1927; basada en diseños más tempranos de Mart Stam.
Lilly Reich contribuyó significativamente a la concepción y el diseño de los interiores de la Villa Tugendhat. La selección de materiales y el esquema de color de los textiles fueron supervisados por ella. Reich y Mies habían trabajado juntos en la exposición para la Werkbund  dedicada al tema de la vivienda, que dio como resultado el conjunto Weissenhof en Stuttgart, así como en la Exposición de la moda y la seda en Berlín en el año 1927. Posteriormente diseñaron juntos la Exposición Mundial de Barcelona en el año 1929 cuya pieza central es el Pabellón Alemán.
Los dueños de la casa, los Tugendhat pertenecían ambos a familias de industriales textiles que conocían a Lilly Reich por su trabajo en la Werkbund. Había 24 sillas tubulares Brno en la casa Tugendhat, y solamente una silla en acero plano en el dormitorio principal.
En 1958, Phillip Johnson solicitó que Knoll produjera la silla de Brno de sección plana para usarla en su diseño del restaurante Four Seasons. Después de hacer algunos pequeños ajustes, incluyendo el amortiguamiento, con la aprobación de Mies, Knoll reintrodujo la silla en 1958. Hoy continúa produciendo la silla siguiendo los estándares exigentes de Mies y Reich, gracias a la colaboración con los Archivos Mies van der Rohe en el Museo de Arte Moderno, Nueva York.

## Diseño
La silla de Brno se ha convertido en un mobiliario moderno clásico. Tiene líneas muy limpias. Consta de un marco de acero en una pieza sola, doblado en forma de C desde la mitad del respaldo atrás, hasta el borde del frente de asiento (para crear los apoyabrazos) que continúa hasta el piso para formar un voladizo sobre el que se apoya el asiento tapizado en cuero.  Hay dos versiones de la silla, uno en acero tubular y el otro en acero plano.  El metal era originalmente acero inoxidable abrillantado; algunos los ejemplos modernos están bañados en cromo.

## Reconocimientos
La silla de Brno fue seleccionada por Dan Cruickshank como uno de los 80 "tesoros" hechos por el hombre en la serie de BBC, Around the World in 80 Treasures (2005).
La silla forma parte de la colección del MoMa.